# Международно летище Белфаст
Международно летище Белфаст (BFS/EGAA) е най-голямото летище в Северна Ирландия, облсужващо град Белфаст. То е разположено на 21 километра североизточно от града. Аеропортът е входно-изходна пътническа артерия за северноирландците към Европа. Полетите се изпълняват предоминантно от easyJet и Jet2.com. Същите предлагат и селекция от сезонни и чартърни полети. Авиокомпания Virgin Atlantic свързва Белфаст с Орландо, САЩ посредством сезонни полети. Въпреки това най-голям интерес се забелязва към вътрешните полети, в частност Лондон, Ливърпул и Манчестър. Летището отчита константен ръст на пътникопотока, който превишава 6,28 милиона пътници през 2019 година. Следващата година, поради пандемията от коронавирус се забелязва значителен спад на пасарежите, които са едва 1,8 милиона.
Международно летище Белфаст и летище София са свързани посредством сезонни чартърни полети изпълнявани от BH Air и Jet2.com.